# Теліфт
Теліфт (араб. ثليفت‎) — місто в Тунісі. Входить до складу вілаєту Касерін. Станом на 2004 рік тут проживало 5 792 особи.